# Ошкаты
Ошкаты (также Ошкоты, Ошкото) — остаточное ледниковое озеро в Заполярном районе на севере Ненецкого автономного округа, расположено на просторах Большеземельской тундры. Образовалось в результате таяния подземных льдов.

## Общие сведения
Площадь озера 17,1 км². Высота над уровнем моря — 74 м. Протяжённость озера 5,8 км, ширина достигает 4,2 км. Площадь водосбора составляет 365 км2. Максимальная глубина — 14,2 м в южной части, при этом в северо-восточной части глубина достигает 7 м, а в южной — 1-4 м.

## Описание
Озеро Ошкаты имеет округлую форму, береговая линия слабо изрезана. Впадает несколько ручьёв, а также на севере — река Янемдейтывис. На юго-востоке вытекает река Ошкатывис, относящаяся к бассейну Печорского моря. Острова отсутствуют. Берега низкие, местами заболоченные, покрыты тундровой и болотной растительностью, кустарником. Толщина льда в феврале-марте в среднем составляет 1,4 м, лишь у восточного побережья — 1 м.
Озеро богато рыбой, в нём обитают хариус, сиг, щука, окунь, сорога, язь, чир, пелядь, налим.